# Esplais Catalans
Esplais Catalans (Esplac) és una associació d'esplais, laica i progressista, que té com a finalitat promoure l'oci educatiu i el lleure organitzat per a infants i joves a Catalunya, amb l'objectiu de millorar la qualitat de vida de les persones que hi participen i contribuir al desenvolupament integral de la societat. Fundada el 1981, l'associació està formada per més de 100 centres repartits per tot el territori i compta amb diversos centenars de professionals voluntaris. Esplais Catalans té com a valors fonamentals la igualtat, la inclusió, la diversitat i la sostenibilitat.

## Activitat
Cada any, l'associació organitza una gran varietat d'activitats d'estiu, com ara, campaments, rutes, colònies i cursos per a monitors i direcció d'oci. A més, ofereix jornades i formacions presencials i virtuals pels seus professionals. Una de les trobades més importants de l'associació és l'«Esplaiada», que se celebra cada tres anys en una població diferent de Catalunya. L'«Esplaiada» és una ocasió especial per reivindicar els drets dels infants i la tasca de l'educació laica i voluntària en l'oci, així com per enfortir vincles i donar-se a conèixer a la societat.
El 2022, Esplais Catalans va celebrar la seva 41a Assemblea General Ordinària, un dels principals espais de decisió i reivindicació de l'entitat. Prop de 200 monitores i monitors voluntaris de 53 esplais d'arreu de Catalunya van participar en l'assemblea i van aprovar la resolució Precarització juvenil, esplais en perill, que denuncia la dificultat per als joves de compatibilitzar l'associacionisme amb la vida diària en un sistema capitalista que deixa cada vegada menys espai per a l'organització juvenil i les seves conseqüències en l'àmbit dels esplais.
Així mateix, l'Assemblea va destacar la capacitat d'adaptació de l'entitat durant la pandèmia de la Covid-19, i va reivindicar la necessitat de locals dignes per desenvolupar la tasca educativa dels esplais.

## Història
El 1982, una vintena d'esplais de les ciutats de Barcelona i Badalona, originaris de l'àmbit catòlic, van fundar la primera federació laica i aconfessional de Catalunya. El 2009 reunia 102 centres d'esplai en una cinquantena de poblacions i agrupaven uns 6.500 infants i 1.600 monitors.
Durant el debat que es va celebrar als anys vuitanta sobre la professionalització de l'esplai a Catalunya, Esplac va optar per mantenir la seva essència associativa i voluntària, establint diferenciacions entre les diferents funcions, un procés que es va concretar amb la creació d'Entorn l'any 1993, amb l'objectiu de gestionar serveis professionals. Al mateix temps, amb la col·laboració de la Fundació Francesc Ferrer i Guàrdia, es va fundar l'Escola Lliure El Sol, que, amb un ideari laic i progressista, oferia la formació necessària per als monitors i monitores d'Esplac. D'aquesta manera, es va establir el Moviment Laic i Progressista com a espai prioritari d'acció social per a Esplac i les altres entitats que en formaven part. L'any 1994, els casals i grups de joves que eren part de la comissió Esplac-Jove van crear l'Associació de Casals i Grups de Joves de Catalunya.
Esplais Catalans manté relacions estretes amb el Moviment Laic i Progressista, amb el qual comparteix objectius i valors. L'entitat ha participat en diverses iniciatives conjuntes amb altres associacions del moviment i ha col·laborat en l'organització de jornades i formacions.
El 2007 rebé el premi de cooperació del Consell Nacional de la Joventut de Catalunya per al projecte «Aliança entre joves catalans i marroquins».